# N573 (België)
De N573 is een gewestweg in België tussen Châtelet (R53) en Mettet (N98). De weg heeft een lengte van ongeveer 14 kilometer.
De gehele weg bestaat uit twee rijstroken voor beide richtingen samen.

## Plaatsen langs N573
- Châtelet
- Gougnies
- Biesme
- Mettet